# Keith William Morton
Keith William "Bill" Morton (né le 28 mai 1930 à Ipswich) est un mathématicien britannique qui travaille dans le domaine des équations aux dérivées partielles et de leur analyse numérique.
Keith William Morton a étudié à l'université d'Oxford. Il obtient un Ph. D. en 1964 au Courant Institute of Mathematical Sciences de l'université de New York sous la direction de Harold Grad avec une thèse de physique des plasmas intitulée Finite amplitude compression waves in a collision free plasma ; il y subit l'influence de Richard Courant et de Peter Lax. En collaboration avec Robert Richtmyer il écrit alors un traité classique sur les équations différentielles.
Il retourne en Angleterre et travaille à l'Autorité britannique de l'énergie atomique, puis devient professeur de mathématiques appliquées à l'université de Reading. Morton change ensuite pour l'université d'Oxford où il est professeur, dirige le Computing Laboratory et est  Fellow du Balliol College. Après son éméritat, il enseigne encore plusieurs années à l’université de Bath.
Morton travaille sur la solution numérique d'équations aux dérivées partielles avec applications notamment en dynamique des fluides.
En 2010, Morton est récipiendaire de la médaille De Morgan pour - comme le dit la laudatio - l« a création de mathématiiques originales élégantes au service des applications au monde réel ».
Parmi ses anciens élèves, il y a Thomas Sonar (de), professeur à l'Université technique de Brunswick.

## Travaux
- David Francis Mayers et Keith William Morton, Numerical solution of partial differential equations, Cambridge University Press, 2005, 2e éd..
- Keith William Morton, Numerical solution of convection-diffusion problems, Londres, Chapman & Hall, coll. « Applied Mathematics and Mathematical Computation » (no 12), 1996, xii+372 (ISBN 0-412-56440-8, MR 1445295).
- Keith William Morton et Robert Richtmyer, Difference methods for initial value problems, Interscience, 1967. — Deuxième édition 1994
- M. J. Baines et Keith William Morton (éditeurs), Numerical methods for Fluid Dynamics (cinq volumes), Académic Press pour le premier volume, puis Oxford University Press, 1982-1995.